# Gobierno y política de Kirguistán

Parlamento de Kirguistán.

Kirguistán es una república democrática de carácter laico, según lo descrito en la Constitución de 1993.
La jefatura del Estado corresponde al Presidente de la República del Kirguistán, elegido por sufragio universal y directo cada cinco años.
El actual jefe de Estado es Sadyr Zhaparov, presidente desde 28 de enero de 2021. El Consejo Supremo es bicameral: la Asamblea Legislativa (60 miembros) y la Asamblea de Representantes del Pueblo (45 miembros). 
El poder legislativo descansa en un parlamento denominado Consejo Supremo (Joghorku Kenesh) y consistente en dos cámaras: la cámara baja, conocida como Asamblea Legislativa (Myizam Chyngaruu Jyiyny), de 35 miembros, y la cámara alta, de carácter territorial, y compuesta de 70 miembros, llamada Asamblea de Representantes del Pueblo (Okuldur Jyiyny). 
La Asamblea de Representantes del Pueblo se reúne sólo dos veces al año, para debatir las cuestiones de interés regional. 
Ambas cámaras se eligen por periodos quinquenales por sufragio universal (en el caso de la Asamblea de Representantes del Pueblo, en la elección se atiende a criterios de territorio).
La máxima instancia judicial es el Tribunal Supremo. En orden descendente están los Tribunales regionales y locales. Existe asimismo un Tribunal Superior de Arbitraje.
Para salvaguardar la Constitución existe un Tribunal a tal efecto.
Todos los jueces del Kirguistán son nombrados por el presidente de la República y confirmados por la Asamblea Legislativa.